# Negai
Negai☆ (z jap. życzenie) – japoński satelita technologiczny zbudowany przez Uniwersytet Sōka.
Sam satelita był jednostką typu CubeSat 1U, o masie 1 kg. Głównym celem jego misji był test technologii FPGA na niskiej orbicie okołoziemskiej. Dodatkowo wyniósł w kosmos mikrofilm z imionami wybranych dzieci, wraz z napisanymi przez nie życzeniami. Satelita wykonał również zdjęcia Ziemi, które otrzymało każde dziecko uczestniczące w projekcie.
Satelita został wyniesiony w kosmos 17 maja 2010 roku o 21:44 GMT z Centrum Lotów Kosmicznych Tanegashima jako ładunek dodatkowy rakiety H-IIA F17, wynoszącej sondę Akatsuki w kierunku Wenus. Po osiągnięciu niskiej orbity okołoziemskiej Negai został wypuszczony z zasobnika J-POD wraz z satelitami Waseda-SAT2 i Hayato.